# Чемпионат мира по водным видам спорта 1998
Чемпионат мира по водным видам спорта 1998 года — VIII чемпионат мира по водным видам спорта под эгидой FINA прошёл с 8 по 17 января в Перте (Австралия).

## Таблица медалей
| Место | Страна         | Золото | Серебро | Бронза | Всего |
| ----- | -------------- | ------ | ------- | ------ | ----- |
| 1     | США            | 17     | 6       | 9      | 32    |
| 2     | Россия         | 11     | 3       | 3      | 17    |
| 3     | Австралия      | 7      | 8       | 10     | 25    |
| 4     | Китай          | 6      | 8       | 4      | 18    |
| 5     | Украина        | 3      | 1       | 0      | 4     |
| 6     | Италия         | 2      | 2       | 2      | 6     |
| 7     | Германия       | 1      | 7       | 6      | 14    |
| 8     | Нидерланды     | 1      | 4       | 3      | 8     |
| 9     | Франция        | 1      | 4       | 1      | 6     |
| 10    | Венгрия        | 1      | 1       | 2      | 4     |
| 11    | Испания        | 1      | 1       | 0      | 2     |
| 12    | Бельгия        | 1      | 0       | 0      | 1     |
| 12    | Коста-Рика     | 1      | 0       | 0      | 1     |
| 14    | Япония         | 0      | 4       | 4      | 8     |
| 15    | Словакия       | 0      | 2       | 1      | 3     |
| 16    | Канада         | 0      | 1       | 3      | 4     |
| 17    | Швеция         | 0      | 1       | 1      | 2     |
| 18    | Великобритания | 0      | 0       | 2      | 2     |
| 19    | Пуэрто-Рико    | 0      | 0       | 1      | 1     |
| 19    | Аргентина      | 0      | 0       | 1      | 1     |
| 19    | СР Югославия   | 0      | 0       | 1      | 1     |
| Итого | Итого          | 53     | 53      | 54     | 160   |

## Плавание

### Мужчины
| Дистанция               | Золото                                                                          | Серебро                                                                                               | Бронза                                                                                 |
| ----------------------- | ------------------------------------------------------------------------------- | --- | -------------------------------------------------------------------------------------- |
| 50 м в/с                | Билл Пилчук · США · 22,29                                                       | Александр Попов · Россия · 22,43                                                                      | Майкл Клим · Австралия · 22,46                                                         |
| 50 м в/с                | Билл Пилчук · США · 22,29                                                       | Александр Попов · Россия · 22,43                                                                      | Рикардо Бускетс · Пуэрто-Рико · 22,46                                                  |
| 100 м в/с               | Александр Попов · Россия · 48,93CR                                              | Майкл Клим · Австралия · 49,20                                                                        | Ларс Фрёландер · Швеция · 49,53                                                        |
| 200 м в/с               | Майкл Клим · Австралия · 1.47,41                                                | Массимилиано Розолино · Италия · 1.48,30                                                              | Питер ван ден Хогенбанд · Нидерланды · 1.48,65                                         |
| 400 м в/с               | Иан Торп · Австралия · 3.46,29                                                  | Грант Хэкетт · Австралия · 3.46,44                                                                    | Пол Палмер · Великобритания · 3.48,02                                                  |
| 1500 м в/с              | Грант Хэкетт · Австралия · 14.51,70                                             | Эмилиано Брембилла · Италия · 15.00,59                                                                | Дэниел Ковальски · Австралия · 15.03,94                                                |
| 100 м спина             | Ленни Крайзельбург · США · 55,00CR                                              | Марк Версфельд · Канада · 55,17                                                                       | Стив Телоке · Германия · 55,20                                                         |
| 200 м спина             | Ленни Крайзельбург · США · 1.58,84                                              | Ральф Браун · Германия · 1.59,23                                                                      | Марк Версфельд · Канада · 1.59,39                                                      |
| 100 м брасс             | Фредерик Дебургрэйв · Бельгия · 1.01,34                                         | Цзэн Цилян · Китай · 1.01,76                                                                          | Курт Гроут · США · 1.01,93                                                             |
| 200 м брасс             | Курт Гроут · США · 2.13,40                                                      | Жан-Кристоф Сарнен · Франция · 2.13,42                                                                | Норберт Рожа · Венгрия · 2.13,59                                                       |
| 100 м баттерфляй        | Майкл Клим · Австралия · 52,25CR                                                | Ларс Фрёландер · Швеция · 52,79                                                                       | Джефф Хёйджилл · Австралия · 52,90                                                     |
| 200 м баттерфляй        | Денис Силантьев · Украина · 1.56,61                                             | Франк Эспозито · Франция · 1.56,77                                                                    | Том Малчоу · США · 1.57,26                                                             |
| 200 м комплекс          | Марсел Вауда · Нидерланды · 2.01,18                                             | Ксавье Маршан · Франция · 2.01,66                                                                     | Рон Карнау · США · 2.01,89                                                             |
| 400 м комплекс          | Том Долан · США · 4.14,95                                                       | Марсел Вауда · Нидерланды · 4.15,53                                                                   | Кёртис Майден · Канада · 4.16,45                                                       |
| 4×100 м в/с             | США · Скотт Таккер · Нил Уокер · Джон Олсен · Гэри Холл-младший · 3.16,69CR     | Австралия · Адам Пайн · Ричард Аптон · Майкл Клим · Крис Фидлер · 3.16,97                             | Россия · Роман Егоров · Денис Пиманков · Владислав Куликов · Александр Попов · 3.18,45 |
| 4×200 м в/с             | Австралия · Дэниел Ковальски · Грант Хэкетт · Майкл Клим · Иан Торп · 7.12,48CR | Нидерланды · Питер ван ден Хогенбанд · Марк ван дер Зейден · Мартейн Зюйдвег · Марсел Вауда · 7.16,77 | Великобритания · Пол Палмер · Гэвин Медоуз · Эндрю Клэйтон · Джеймс Солтер · 7.17,33   |
| 4×100 м комбинированная | Австралия · Мэтт Уэлш · Фил Роджерс · Майкл Клим · Крис Фидлер · 3.37,98        | США · Ленни Крайзельбург · Курт Гроут · Нил Уокер · Гэри Холл-младший · 3.38,56                       | Венгрия · Аттила Цене · Норберт Рожа · Петер Хорват · Аттила Зубор · 3.39,53           |

### Женщины
| Дистанция               | Золото                                                                                      | Серебро                                                                                      | Бронза                                                                             |
| ----------------------- | ------------------------------------------------------------------------------------------- | -------------------------------------------------------------------------------------------- | ---------------------------------------------------------------------------------- |
| 50 м в/с                | Эми Ван Дайкен · США · 25,14                                                                | Сандра Фёлькер · Германия · 25,32                                                            | Шань Ин · Китай · 25,36                                                            |
| 100 м в/с               | Дженни Томпсон · США · 54,95                                                                | Мартина Моравцова · Словакия · 55,09                                                         | Шань Ин · Китай · 55,10                                                            |
| 200 м в/с               | Клаудия Полл · Коста-Рика · 1.58,90                                                         | Мартина Моравцова · Словакия · 1.59,61                                                       | Джулия Гревилл · Австралия · 1.59,92                                               |
| 400 м в/с               | Чэнь Янь · Китай · 4.06,72                                                                  | Брук Беннетт · США · 4.07,07                                                                 | Дагмар Хазе · Германия · 4.08,82                                                   |
| 800 м в/с               | Брук Беннетт · США · 8.28,71                                                                | Дайана Мунц · США · 8.29,97                                                                  | Кирстен Влигхёйс · Нидерланды · 8.32,34                                            |
| 100 м спина             | Леа Лавлесс · США · 1.01,16                                                                 | Маи Накамура · Япония · 1.01,28                                                              | Сандра Фёлькер · Германия · 1.01,47                                                |
| 200 м спина             | Роксана Марасиняню · Франция · 2.11,26                                                      | Дагмар Хазе · Германия · 2.11,45                                                             | Маи Накамура · Япония · 2.12,22                                                    |
| 100 м брасс             | Кристи Коваль · США · 1.08,42                                                               | Хелен Денман · Австралия · 1.08,51                                                           | Лорен ван Устен · Канада · 1.08,66                                                 |
| 200 м брасс             | Агнеш Ковач · Венгрия · 2.25,45CR                                                           | Кристи Коваль · США · 2.26,19                                                                | Дженна Стрит · США · 2.26,50                                                       |
| 100 м баттерфляй        | Дженни Томпсон · США · 58,46CR                                                              | Аяри Аояма · Япония · 58,79                                                                  | Петриа Томас · Австралия · 58,97                                                   |
| 200 м баттерфляй        | Сьюзан О’Нейл · Австралия · 2.07,93                                                         | Петриа Томас · Австралия · 2.09,08                                                           | Мисти Химан · США · 2.09,98                                                        |
| 200 м комплекс          | У Яньянь · Китай · 2.10,88CR                                                                | Чэнь Янь · Китай · 2.13,66                                                                   | Мартина Моравцова · Словакия · 2.14,26                                             |
| 400 м комплекс          | Чэнь Янь · Китай · 4.36,66                                                                  | Яна Клочкова · Украина · 4.38,60                                                             | Ясуко Тадзима · Япония · 4.39,45                                                   |
| 4×100 м в/с             | США · Линдси Фарелла · Барбара Бедфорд · Эми Ван Дайкен · Дженни Томпсон · 3.42,11          | Германия · Сандра Фёлькер · Франциска ван Альмсик · Симоне Озигус · Катрин Майснер · 3.43,11 | Австралия · Сара Райан · Ребекка Криди · Анджела Кеннеди · Сьюзан О’Нейл · 3.43,71 |
| 4×200 м в/с             | Германия · Франциска ван Альмсик · Дагмар Хазе · Сильвия Шалаи · Керстин Кильгасс · 8.01,46 | США · Кристина Тойшер · Линдсей Бенко · Брук Беннетт · Дженни Томпсон · 8.02,88              | Австралия · Джулия Гревилл · Анна Виндзор · Петриа Томас · Сьюзан О’Нейл · 8.04,19 |
| 4×100 м комбинированная | США · Ли Ловлесс · Кристи Коваль · Эми Ван Дайкен · Дженни Томпсон · 4.01,93                | Австралия · Мередит Смит · Хелен Денман · Петриа Томас · Сьюзан О’Нейл · 4.05,12             | Япония · Маи Накамура · Масаи Танака · Аяри Аояма · Сумика Минамото · 4.06,27      |

WR — рекорд мира; CR — рекорд чемпионатов мира

## Плавание на открытой воде

### Мужчины
| Дистанция | Золото                               | Серебро                          | Бронза                                  |
| 5 км      | Алексей Акатьев · Россия · 55.18,6   | Ки Херст · Австралия · 55.24,9   | Лука Бальдини · Италия · 55.37,4        |
| 25 км     | Алексей Акатьев · Россия · 5:05.42,1 | Давид Мека · Испания · 5:07.22,9 | Габриэль Чайллу · Аргентина · 5:07.52,6 |

### Женщины
| Дистанция | Золото                      | Серебро                                | Бронза                                 |
| 5 км      | Эрика Роуз · США · 59.23,5  | Эдит ван Дайк · Нидерланды · 1:00.58,5 | Пегги Буше · Германия · 1:01.05,8      |
| 25 км     | Тоби Смит · США · 5:31.20,1 | Пегги Буше · Германия · 5:32.19,2      | Эдит ван Дайк · Нидерланды · 5:38.06,9 |

### Смешанные соревнования
| Дистанция | Золото                                                                        | Серебро                                                                  | Бронза                                                                  |
| 5 км      | США · Джон Флэнаган · Остин Рамирес · Эрика Роуз · 2:52.12,2                  | Россия · Алексей Акатьев · Евгений Безрученко · Ольга Гусева · 2:52.16,7 | Италия · Лука Бальдини · Фабио Вентурини · Валерия Гасприни · 2:52.41,6 |
| 25 км     | Италия · Клаудио Гаспаро · Фабрицио Пескатори · Валерия Гасприни · 16:10.18,2 | Австралия · Грант Робинсон · Марк Салиба · Трейси Ноулс · 16:22.54,3     | США · Тоби Смит · Натан Стук · Чак Уайли · 16:46.13,3                   |

## Синхронное плавание
| Дисциплина | Золото | Серебро | Бронза |
| ---------- | --- | --- | --- |
| Соло       | Ольга Седакова · Россия · 99,467 | Виржини Дидье · Франция · 98,667 | Мия Татибана · Япония · 97,667 |
| Дуэт       | Ольга Брусникина · Ольга Седакова · Мария Киселёва · Россия · 99,073 | Мия Татибана · Михо Такэда · Япония · 98,060 | Виржини Дидье · Мириам Линьо · Франция · 97,323 |
| Группа     | Россия · Ольга Седакова · Мария Киселёва · Анна Юряева · Ольга Медведева · Анна Маслова · Ольга Брусникина · Елена Азарова · Ольга Новокщёнова · Александра Васина · Елена Баранцева · 99,317 | Япония · Райка Фудзии · Ёко Исода · Михо Кавабэ · Мика Кавабэ · Рэи Дзимбо · Акико Миядзаки · Рихо Накадзима · Мия Татибана · Михо Такэда · Юко Ёнэда · 98,104 | США · Кэрри Бартон · Кара Дункан · Бриджет Финн · Трейси Гайески · Ребекка Джейсонтек · Тина Касид · Кристина Лум · Эмили Марш · Элисия Маршалл · Ким Вурцел · 96,829 |

## Прыжки в воду

### Мужчины
| Дисциплина            | Золото                                 | Серебро                                            | Бронза                                               |
| Трамплин 1 м          | Юй Чжочэн · Китай · 417,54             | Трой Дюмэй · США · 415,74                          | Хольгер Шлеппс · Германия · 398,31                   |
| Трамплин 3 м          | Дмитрий Саутин · Россия · 746,79       | Чжоу Илинь · Китай · 694,92                        | Василий Лисовский · Россия · 651,60                  |
| Вышка 10 м            | Дмитрий Саутин · Россия · 750,99       | Тянь Лян · Китай · 699,30                          | Ян Хемпель · Германия · 624,15                       |
|                       |                                        |                                                    |                                                      |
| Синхрон. Трамплин 3 м | Сюй Хао · Юй Чжочэн · Китай · 313,50   | Александр Меш · Хольгер Шлеппс · Германия · 308,28 | Дин Пуллар · Шаннон Рой · Австралия · 305,16         |
| Синхрон. Вышка 10 м   | Тянь Лян · Сунь Шувэй · Китай · 326,34 | Ян Хемпель · Михаэль Кюхне · Германия · 308,01     | Игорь Лукашин · Александр Варламов · Россия · 304,02 |

### Женщины
| Дисциплина            | Золото                                             | Серебро                                | Бронза                                    |
| Трамплин 1 м          | Ирина Лашко · Россия · 296,07                      | Вера Ильина · Россия · 288,06          | Чжан Цзин · Китай · 260,31                |
| Трамплин 3 м          | Юлия Пахалина · Россия · 544,62                    | Гао Цзиньцзинь · Китай · 518,76        | Шантель Мичелл · Австралия · 515,07       |
| Вышка 10 м            | Елена Жупина · Украина · 550,41                    | Юянь Кай · Китай · 536,25              | Ли Чэнь · Китай · 519,45                  |
|                       |                                                    |                                        |                                           |
| Синхрон. Трамплин 3 м | Ирина Лашко · Юлия Пахалина · Россия · 282,30      | Лан Жао · Ли Жунъюань · Китай · 276,18 | Трейси Боннер · Кати Песек · США · 263,91 |
| Синхрон. Вышка 10 м   | Елена Жупина · Светлана Сербина · Украина · 278,28 | Цай Юйянь · Ли Чэнь · Китай · 276,54   | Кристин Линк · Линдси Лонг · США · 265,47 |

## Водное поло

### Мужчины
| Золото | Серебро | Бронза |
| Испания · Даниэль Бальярт · Педро Гарсия · Сальвадор Гомес · Густаво Маркос · Иван Моро · Мигель Анхель Ока · Серхи Педрероль · Иван Перес · Хесус Рольян · Жорди Санс · Карлес Санс · Габриэль Эрнандес · Мануэль Эстиарте | Венгрия · Тибор Бенедек · Жолт Варга · Аттила Вари · Балаж Винце · Тамаш Кашаш · Гергей Кишш · Золтан Ковач · Золтан Кос · Тамаш Марц · Тамаш Мольнар · Франк Тот · Раймунд Фодор · Барнабаш Штейнмец | СР Югославия · Желько Вичевич · Ненад Вуканович · Владимир Вуясинович · Данило Икодинович · Драган Йованович · Никола Куляча · Александар Николич · Душан Попович · Деян Савич · Петар Трбоевич · Велько Ускокович · Александар Чирич · Александар Шапич |

### Женщины
| Золото | Серебро | Бронза |
| Италия · Кармела Аллуччи · Алехандра Араужо · Моника Вайян · Милена Вирци · Мелания Грего · Элеонора Гэй · Антонелла Ди Джачинто · Кристина Консоли · Франческа Конти · Стефания Лариуччи · Джузи Малато · Мартина Мичели · Маддалена Музумечи | Нидерланды · Эллен Баст · Даниэлла де Брёйн · Гиллиан ван ден Берг · Карла ван дер Бон · Карла ван Усен · Карла Квинт · Карин Кёйперс · Мариэтта Кухорст · Ингрид Лейендеккер · Петра Мердинк · Марьян Оп ден Вельде · Сандра Схерренбург · Мариэлла Схотханс · Эдме Химстра | Австралия · Тэрин Вудс · Даниэлла Вудхаус · Бриджетт Густерсон · Симона Диксон · Кайли Инглиш · Наоми Касл · Бронвин Майер · Мелисса Миллс · Стефани Нишэм · Мэриан Тэйлор · Лиз Уикс · Шэран Уилок · Иветт Хиггинс |